# Саатлы
Саатлы́ (азерб. Saatlı) — город, административный центр Саатлинского района, в 180 км от Баку. Расположен на правом берегу реки Аракс.

## История

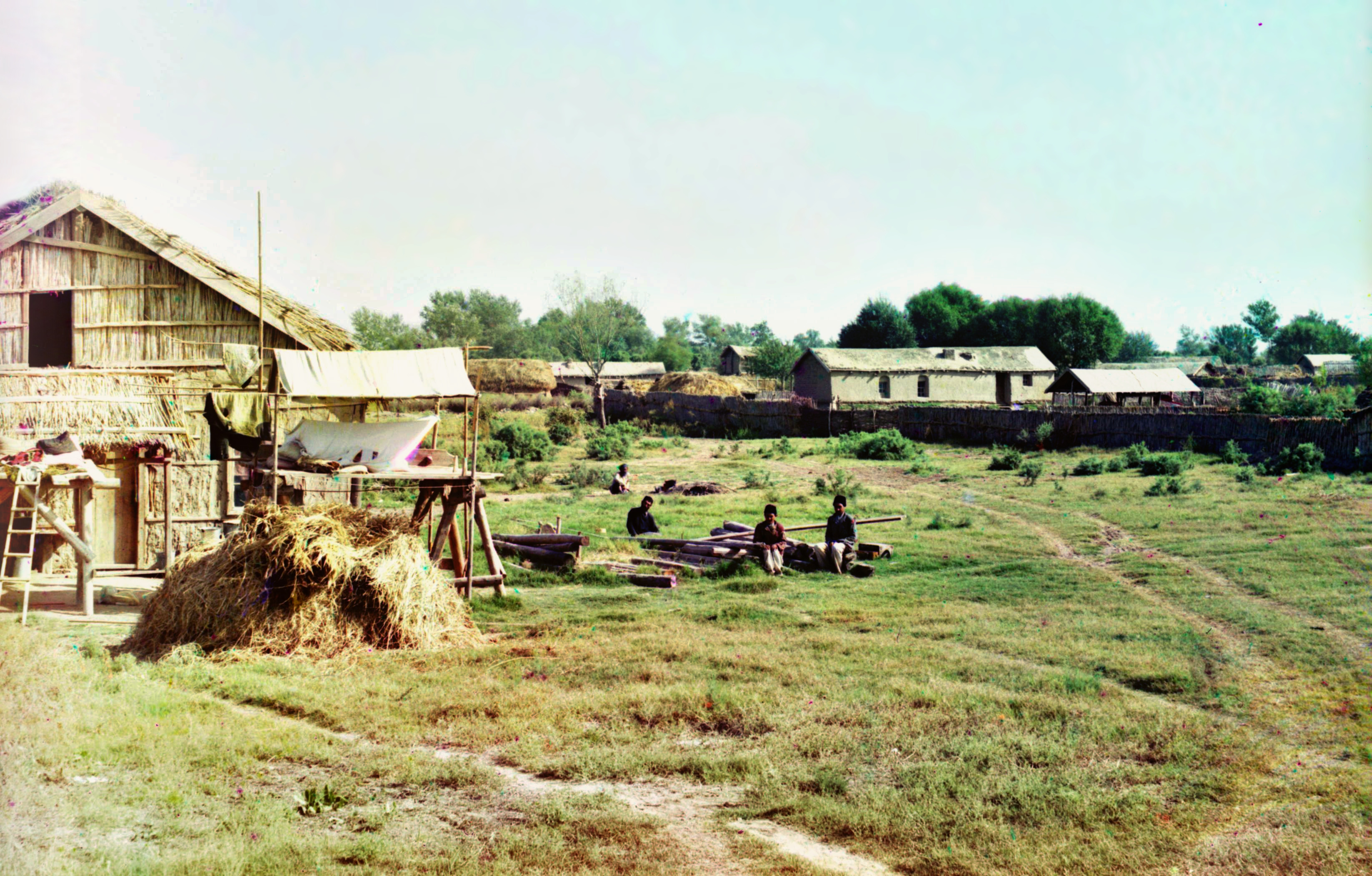
Село Саатлы (1905—1915 гг.)

Селение Саатлы относилось к Джеватскому уезду Бакинской губернии. 
Согласно результатам Азербайджанской сельскохозяйственной переписи 1921 года Саатлы Джеватского (Сальянского) уезда Азербайджанской ССР населяли 331 человек (75 хозяйств). Преобладающая национальность — тюрки-азербайджанцы, а само население состояло из 179 мужчин и 152 женщин.
Указом от 25 мая 1943 года из Сабирабадского района был выделен новый район с центром в Саатлы. 24 сентября 1947 года селение Саатлы было отнесено к категории посёлков городского типа. В 1971 году получил статус города.

## Население
По данным «Кавказского календаря» на 1910 год в селении Саатлы Джеватского уезда Бакинской губернии за 1908 год проживало 307 человек, а на 1912 год — 323 чел., состоящие в основном из азербайджанцев, указанных как «татары». По данным «Кавказского календаря» на 1915 год численность населения Саатлы снизилась до 235 чел..
По переписи 1959 года в Саатлы проживало 5936 человек. В 1975 году численность населения города составляла 10 700 жителей. По переписи 1979 города в Саатлы насчитывалось 10 986 человек, а  в 1989 году —  14 200 человек.

## Экономика
В городе расположены пищевые предприятия, хлопкоочистительный завод. В Саатлы осуществляются меры по возвращению былой славы шелководства Азербайджана, и для усиления кормовой базы закладываются новые тутовые (шелковичные) сады, предназначенные для кормления гусениц шелкопряда.